# Paulette Dussarat
Pour les articles homonymes, voir Dussarrat.
Paulette Dussarat, née le 20 août 1927, est une sauteuse en longueur française.

## Carrière sportive
Licenciée au club du CAM Bordeaux, Paulette Dussarat est détentrice du record de France du saut en longueur à partir du 6 juin 1948, avec un saut à 5,53 mètres effectué à Bordeaux,. Elle dépasse de peu le record de France de 1936 détenu par Madeleine Renaud (5,51 mètres) et égalé par Eliane Loneux en 1946. Deux mois plus tard, la sauteuse Yvonne Curtet améliore la marque de 11 centimètres.
En 1949, Paulette Dussarat saute à 5,61 mètres (son meilleur saut).
Elle participe aux Championnats d'Europe à Bruxelles en 1950 et termine 12e, avec un saut de 5,09 mètres,.